# Eubaphe pauper
Eubaphe pauper là một loài bướm đêm trong họ Geometridae.